# 奥克语

奥克语分布区

奥克语或奧克西坦語是印歐語系羅曼語族的一種語言，主要通行於法國南部的奥克西塔尼亚地区（特別是普羅旺斯及卢瓦尔河以南）、意大利的奥克山谷、摩纳哥以及西班牙的加泰罗尼亚的阿兰山谷。
20世紀初，法國政府曾經大力打壓奥克语的使用。

## 名称由来
奧克語名稱的來由與他們本身語言的發音有關。由於中世紀時，他們將“是”（同意）講成“oc”而法國北部的人則講成(現在再變成)，所以當時的人將兩種語言分別稱為（奥克语）及（奥依语）。

## 方言

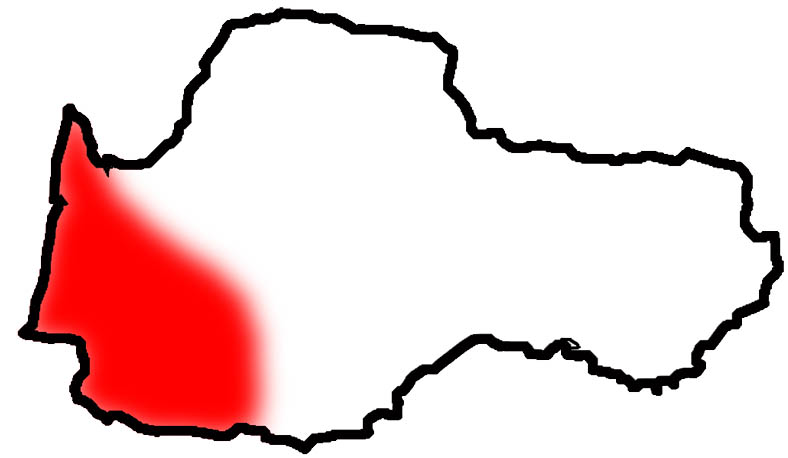
奥弗涅方言
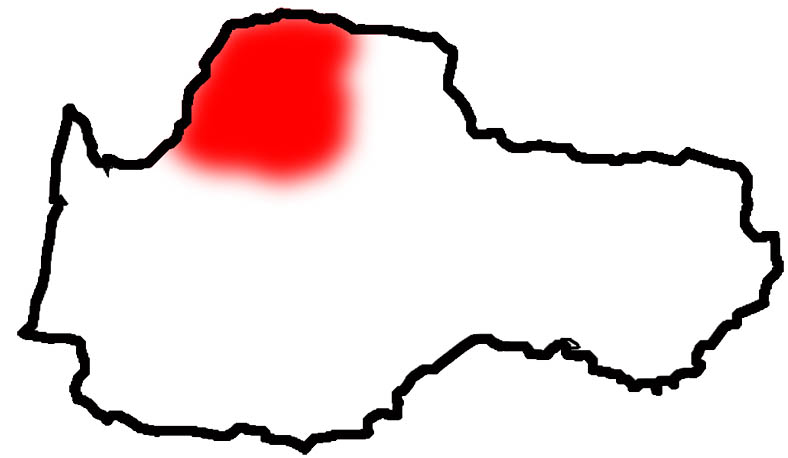
加斯科涅方言
利穆赞方言
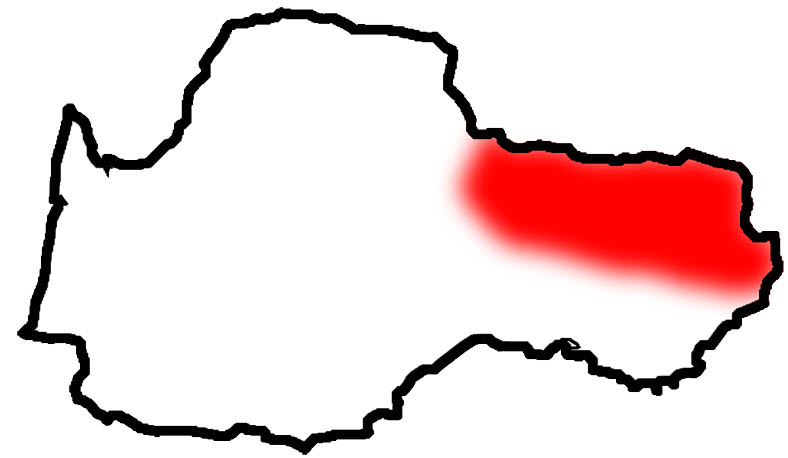
朗格多克方言
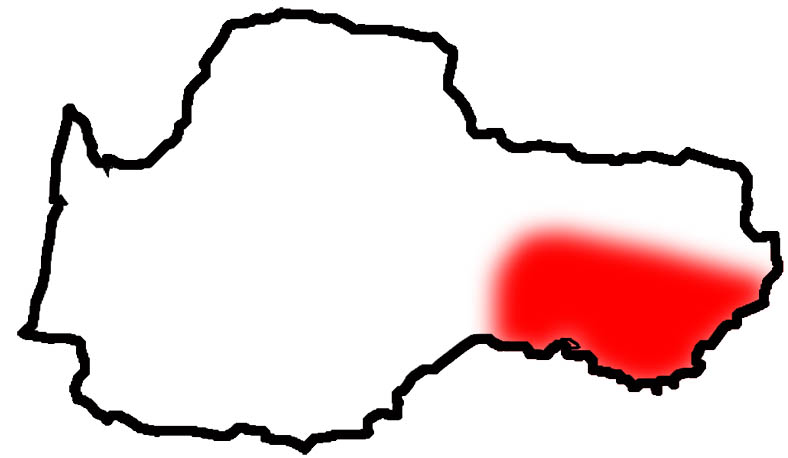
普罗旺斯方言
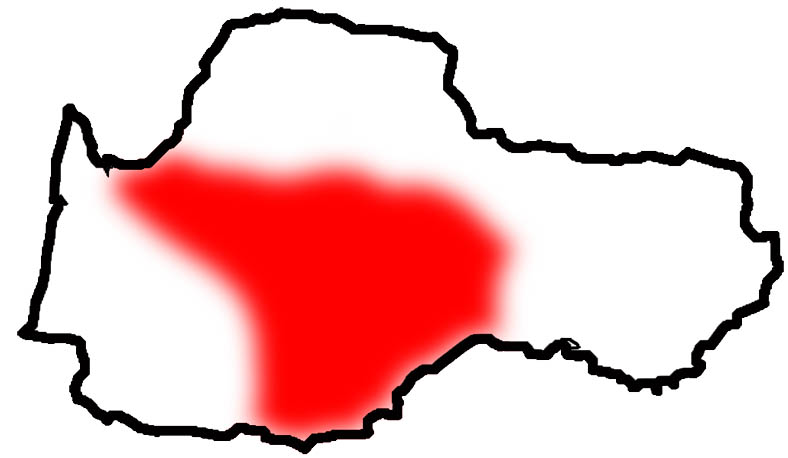
维瓦赖-阿尔卑斯方言

- 加斯科涅方言
- 利穆赞方言
- 奥弗涅方言
- 维瓦赖-阿尔卑斯方言
- 普罗旺斯方言
- 朗格多克方言

## 字母
| 奥克语字母 | 奥克语字母 | 奥克语字母 | 奥克语字母 | 奥克语字母 | 奥克语字母 | 奥克语字母 | 奥克语字母 | 奥克语字母 | 奥克语字母 | 奥克语字母 | 奥克语字母 | 奥克语字母 | 奥克语字母 | 奥克语字母 | 奥克语字母 | 奥克语字母 | 奥克语字母 | 奥克语字母 | 奥克语字母 | 奥克语字母 | 奥克语字母 | 奥克语字母 | 奥克语字母 | 奥克语字母 | 奥克语字母 | 奥克语字母 | 奥克语字母 | 奥克语字母 | 奥克语字母 |
| ---------- | ---------- | ---------- | ---------- | ---------- | ---------- | ---------- | ---------- | ---------- | ---------- | ---------- | ---------- | ---------- | ---------- | ---------- | ---------- | ---------- | ---------- | ---------- | ---------- | ---------- | ---------- | ---------- | ---------- | ---------- | ---------- | ---------- | ---------- | ---------- | ---------- |
| A          | a          | (Á         | á)         | (À         | à)         | B          | b          | C          | c          | (Ç         | ç)         | D          | d          | E          | e          | (É         | é)         | (È         | è)         | F          | f          | G          | g          | H          | h          | I          | i          | (Í         | í)         |
| J          | j          | K          | k          | L          | l          | M          | m          | N          | n          | O          | o          | (Ó         | ó)         | (Ò         | ò)         | P          | p          | Q          | q          | R          | r          | S          | s          | T          | t          | U          | u          | (Ú         | ú)         |
| V          | v          | W          | w          | X          | x          | Y          | y          | Z          | z          |            |            |            |            |            |            |            |            |            |            |            |            |            |            |            |            |            |            |            |            |

## 特徵
奧克語和加泰隆尼亞語十分相似。它相對於現代法語的特色，在於它還殘留不少中世紀時期的語言特徵。

### 奥克语整体的特征
和法语一致而和加泰罗尼亚语不同的：
- 通俗拉丁语的/u/在奥克语中变成/y/。

- 通俗拉丁语的/o/在奥克语中全部变成/u/。

和加泰罗尼亚语一致而和法语不同的：
- 通俗拉丁语开音节重音/a/在奥克语中得到保留，而法语通常高化为/ɛ/。

- 通俗拉丁语的-t-浊化成/d/，而法语通常消失。

和法语及加泰罗尼亚语均不同的：
- 奥克语保留了通俗拉丁语的双元音au/aw/。

- 绝大部分方言词尾的a发作/ɔ/。

- 通俗拉丁语位于软腭音前的半高元音通常在其之前增生半元音，即/ɛ/变成/jɛ/，/ɔ/变成/wɔ/或/wɛ/甚至进一步前化成为[wœ], [œ], [ɛ]。位于硬腭音前的半高元音也发生了同样的音变。

- 部分辅音组合发生同化现象，如奥克语中的⟨cc⟩读作/ts/

### 奥克语部分方言的特征
北部奥克语类似法语的特征：
- ca-, ga-腭化成/tʃa, dʒa/。

- 音节结尾的/l/变成/w/。

- 尾辅音消失。

- 元音+鼻音变成鼻化元音。

- 部分或全部的⟨r⟩变成小舌颤音。

南部奥克语类似加泰罗尼亚语的特征：
- 拉丁语的辅音组合-mb-,-nd-变成/m, n/。

- /b/ 和/v/相混。

- 元音间的浊塞音/b d ɡ/擦化成[β ð ɣ]。

- 结尾的短辅音/n/消失。

加斯科涅语独有的特征：
- 拉丁语词首的/f/变成/h/。西班牙语历史上也发生过类似音变。

- 元音间的鼻音/n/消失。葡萄牙语和加利西亚语乃至巴斯克语历史上均发生过此音变。

- 拉丁语的-ll-在词中变成⟨r⟩ /ɾ/，在词末变成⟨th⟩（一开始读/c/，后来变成/t/或/tʃ/。

其他方言独有的特征：
- 词尾的鼻音合流为/ŋ/，在除了加斯科涅语的南部方言中较常见。

- 拉丁语的-d-擦化成/ð/后在除了加斯科涅语的大部分方言中变成/z/。加泰罗尼亚语一度也发生过此音变，但最终消失或变成了/w/。

- 拉丁语的-ct-变成了/jt/，在大部分方言中腭化为/tʃ/，少部分地区读/(j)t/。如lach vs lait (加斯科涅语 lèit) '牛奶', lucha vs luta (加斯科涅语 luta) '斗争'。

- 维瓦赖-阿尔卑斯方言中/l/弱化为/r/。

## 保存情况
在现代，奥克语已成为一种罕见且极受威胁的语言。使用者几乎完全集中在法国南部，不太可能存在单独使用者。20世纪初，法国政府试图限制公立学校使用和教授包括奥克语在内的许多少数民族语言。尽管此后法律已經過更改，1993年，拥有独特语言的地区恢复了双语教育，但多年的限制已经导致讲奥克语的人数严重下降。大多数健在的使用者是老年人。
2020年奥克语公共办公室（OPLO）在新阿基坦大区、奥克西塔尼大区和西班牙阿兰山谷对8000人的抽样调查显示，约有54.2萬人会使用奥克语，其中66%为男性，56%居住在乡村地区，平均年龄为66岁。同时，国界以及大区交界的使用者較多，包括比利牛斯-大西洋省（12%）、阿韦龙省（18%）和洛泽尔省（22%）。

## 文学作品
弗雷德里克·米斯特拉尔是最著名的使用奥克语写作的作家。他整理了普罗旺斯方言，并且使用普罗旺斯语创作诗歌，最终获得1904年的诺贝尔文学奖。

## 民歌
Se Canta（如果它唱歌）是流行于奥克语通行地区的民歌，创作于14世纪。
Copa Santa（圣杯）是流行于普罗旺斯地区的一首民歌，为了纪念普罗旺斯人民和加泰罗尼亚人民的友谊，词作者是弗雷德里克·米斯特拉尔。

## 参見
- 奧克西塔尼亞
- 法国语言
- 北奥克语
- 南奥克语

### 引用
1. ↑  Fabrice BERNISSAN (2012). "Combien l'occitan compte de locuteurs en 2012 ?", Revue de Linguistique Romane, 76 (12/2011-07/2012), pp. 467-512
2. ↑   ("In fact, the number of occitan speakers was estimated by the French Demographics Institute at 526,000 people, then 789,000") Philippe Martel, "Qui parle occitan ?" in Langues et cité （页面存档备份，存于） n°10, December 2007.
3. ↑  . bbc.com. 2018-10-13  [2018-10-14]. （原始内容存档于2021-01-18）.
4. ↑  Bahrami, Beebe,“The language the French forbade”, www.bbc.com。检索日期：2021年12月24日。
5. ↑   (PDF). OPLO. 2020-09  [2024-06-06]. （原始内容存档 (PDF)于2024-06-01） （法语）. Chiffres - clés de l’enquête

## 外部連結
- 普羅旺斯語在民族語的記錄（页面存档备份，存于）
- 奧克語的簡介和文法
- DICCIONARI GENERAL OCCITAN DE CANTALAUSA（页面存档备份，存于）
- Ostal d'Occitània de Tolosa（页面存档备份，存于）（奧克語）（法文）